# Catharine Cooper
Catharine A. Cooper Gómez (3 de diciembre de 1999) es una nadadora panameña. 

## Biografía
Compitió en la prueba de 100 metros estilo libre femenino en el Campeonato Mundial de Acuáticos de 2017. En 2019 representó a Panamá en el Campeonato Mundial de Natación realizado en Gwangju, Corea del Sur. Compitió en las pruebas de 50 metros estilo libre femenino y 100 metros estilo libre femenino. En ambos eventos no avanzó para competir en las semifinales.